# Хан, Анна (шахматистка)
Анна Хан (15 июня 1976, Рига, Латвия) — американская шахматистка, международный мастер среди женщин (1995).
Родилась и первые шахматные шаги делала в Риге, столице Латвии. В 1992 году победила в женском чемпионате Латвии по шахматам. В том же году представляла Латвию на женской шахматной олимпиаде, как первая запасная, и завоевала на своей доске 4 место (+6, =4, -1).
Потом в 1992 году переехала жить в США. В 1993 году заняла второе место на чемпионате мира среди девушек, а в 2003 году завоевала первое место на женском чемпионате США в Сиэтле.
В последнее время работает в торговой компании.

## Изменения рейтинга
| Графики недоступны из-за технических проблем. См. информацию на Фабрикаторе и на mediawiki.org. |